# ترابری جاده‌ای

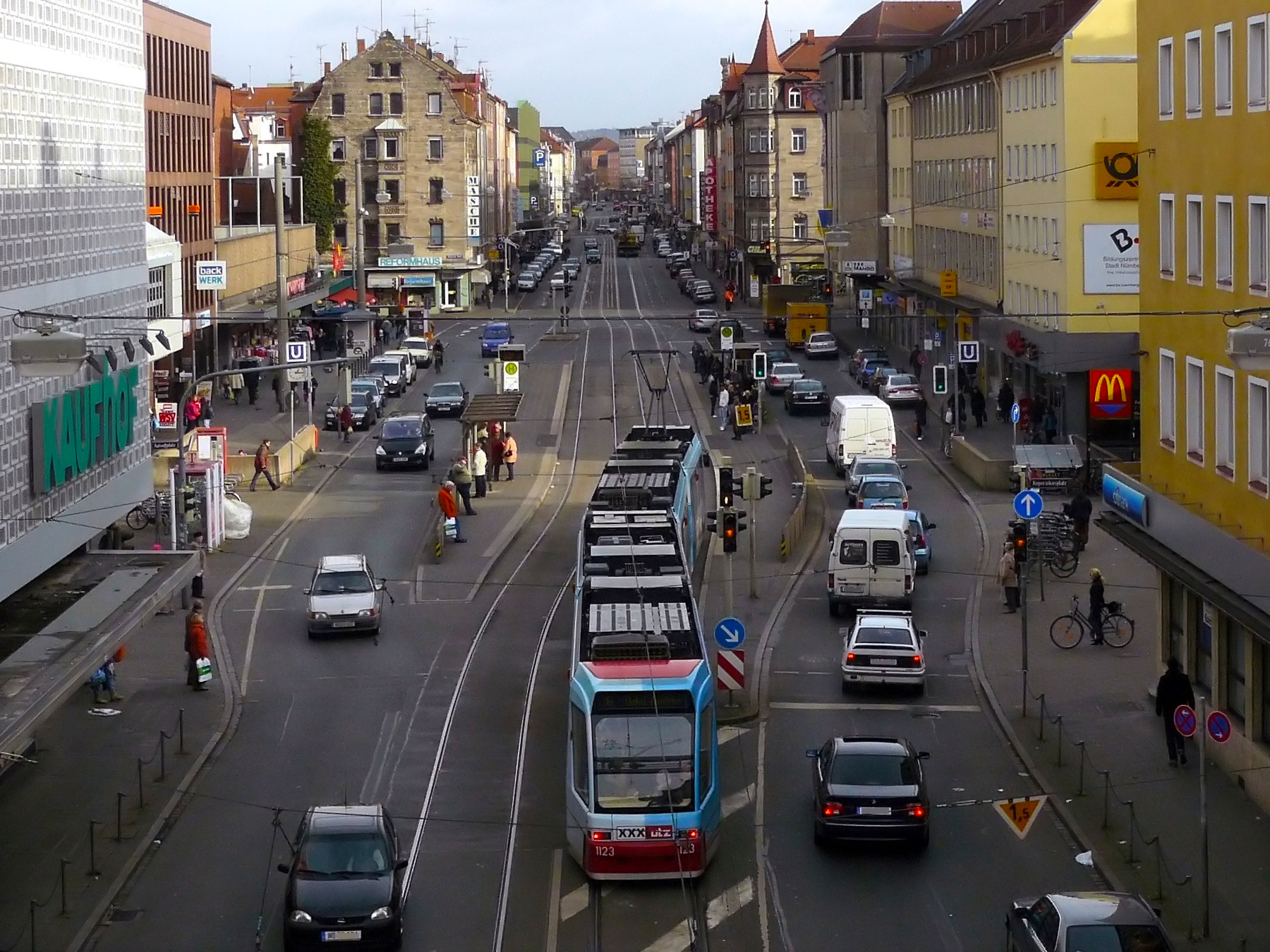
یک نوع ترابری جاده‌ای

ترابری جاده‌ای به آن دسته از ترابری زمینی گفته می‌شود که از طریق راه‌آهن صورت نگیرد؛ و عمده جابه‌جایی‌ها با کامیون‌های مناسب انجام می‌گیرد.
راه‌ها و بارگیرها از اجزای زیرساخت ترابری جاده‌ای هستند. محموله‌ها حمل‌شده در این روش بنابر گونه و شرایط نگه‌داری آنان توسط ترابرهای یخچال‌دار یا بدون یخچال جابه‌جا می‌شوند.